# شهرستان وستربوتن
شهرستان وستربوتن (به سوئدی: Västerbottens län) یکی از شهرستان‌های کشور سوئد است که در شمال این کشور واقع شده است و با شهرستان‌های وسترنورلاند، یمتلاند، نوربوتن و کشور نروژ و همچنین خلیج بوتنی مرز مشترک دارد.
مرکز این شهرستان شهر اومئا است.